# Emanuelle Dutra Fernandes de Souza
Emanuelle Dutra Fernandes de Souza (geboren 1997 oder 1998) ist eine brasilianische Fußballspielerin, Beachvolleyballspielerin und Sportfunktionärin. Sie repräsentierte Brasilien bei den Special Olympics World Summer Games 2015 in Los Angeles und gewann dort mit ihrem Fußballteam Bronze.

## Leben
Im Alter von zwei Jahren lag Dutra nach einem Krampfanfall eine Woche lang im Koma und hatte danach Schwierigkeiten beim Laufen und Sprechen. Die Ärzte empfahlen der Familie, aus Rio de Janeiro in eine drei Stunden entfernte Stadt zu ziehen, wo es bessere Therapiemöglichkeiten gab. Schon als Kind entdeckte Dutra ihre Liebe zu Fußball und Volleyball.

## Sportliche Erfolge (Auswahl)
2013 kam Dutra mit Special Olympics in Kontakt, als die Organisation in Brasilien Programme zur Förderung im Fußball ins Leben rief.
2014 nahm sie an den Nationalen Sommerspielen in Brasilien teil und gewann dort mit ihrem Team Gold. Damit qualifizierte sie sich für eine Teilnahme bei den Special Olympics World Summer Games 2015 in Los Angeles in einem Unified Team. Dort gewann ihre Mannschaft die Bronzemedaille.
2018 war sie beim Special Olympics 50th Anniversary Unified Cup in Chicago dabei und errang mit ihrem Team eine Silbermedaille.

## Aufgaben in der Öffentlichkeitsarbeit
2018 wurde sie für die Teilnahme am Special Olympics Global Youth Leadership Forum in Baku ausgewählt.
Als eine Teilnahme Dutras mit ihrem Volleyballteam bei den Special Olympics World Summer Games 2019 in Abu Dhabi im Raum stand, erhielt sie von Special Olympics das Angebot, vier Jahre lang als Sargent Shriver International Global Messenger weltweit die Athletinnen und Athleten von Special Olympics zu repräsentieren. Dies erforderte eine Entscheidung zwischen der Teilnahme an den Weltspielen als Athletin und der Aufgabe in der Öffentlichkeit. Sie wählte in Übereinstimmung mit der Meinung ihres Teams die Rolle als Global Messenger, da sie so als Vorbild würde wirken können. Sie hielt mehrmals Reden bei Special Olympics World Games.
2019 vertrat sie Special Olympics Lateinamerika bei den Vereinten Nationen in New York. Sie hielt dort eine Rede über Inklusion und Arbeitsplatz. 2021 sprach sie im Rahmen des Forums The Dignity of Work der Universität Minnesota über den Aufbau von Inklusion durch Führungs- und Kompetenztraining.
Sie ist Mitglied des Organisationskomitees für den Unified Cup 2024. In dieser Eigenschaft besucht sie Städte, die sich für die Austragung beworben hatten, und vergleicht die Bewerbungen.